# 加藤定彦
加藤 定彦（かとう さだひこ、1947年〈昭和22年〉2月 - ）は、日本の俳諧研究者。立教大学名誉教授。

## 人物
愛知県名古屋市昭和区生まれ。名古屋市立向陽高等学校卒、在学中に橋本鶏二の『年輪』に所属。1970年（昭和45年）早稲田大学第一文学部卒。在学中から中村俊定に師事、中村の移籍に伴い、1972年（昭和47年）二松學舍大学大学院文学研究科日本文学専攻修士課程修了。1977年（昭和52年）立教大学一般教育部専任講師、1980年（昭和55年）同助教授、1990年（平成2年）同教授、1995年（平成7年）文学部日本文学科教授。2012年（平成24年）同大学を定年退職、名誉教授。
1981年（昭和56年）日本古典文学会賞、1998年（平成10年）芭蕉翁顕彰会文部大臣奨励賞、2009年（平成21年）「関東俳諧叢書」で文部科学大臣賞を受賞した。

## 著書
- 『風呂で読む一茶』世界思想社、1996
- 『俳諧の近世史』若草書房〈近世文学研究叢書〉、1998
- 『関東俳壇史叢稿 庶民文芸のネットワーク』若草書房〈近世文学研究叢書〉、2013

### 編纂・校注
- 中村俊定編 『近世俳諧資料集成 第2巻』 雲英末雄・田中善信共校訂、講談社、1976
- 松江重頼 『初印本毛吹草 影印篇』 ゆまに書房、1978
- 島田一郎 『島田筑波集』 青裳堂書店 日本書誌学大系、1986
- 『俚諺大成』外村展子共著、青裳堂書店、日本書誌学大系、1989
- 『新日本古典文学大系 69 初期俳諧集』森川昭・乾裕幸共校注、岩波書店、1991
- 『関東俳諧叢書』全32巻 外村展子共編、関東俳諧叢書刊行会、1994-2009
- 歌川国芳 『江戸名作艶本 江戸錦吾妻文庫』翻刻、学習研究社、1995
- 『関東俳諧叢書編外 半場里丸俳諧資料集』 関東俳諧叢書刊行会、1995
- 『俳諧點印譜』 青裳堂書店、日本書誌学大系、1998
- 三浦若海 『俳諧人物便覧』 ゆまに書房、1999
- 『新編日本古典文学全集 61 俳諧集』暉峻康隆、雲英末雄共校注・訳、小学館、2001
- 『「誹諧絵文匣」注解抄 江戸座画賛句の謎を解く』編著、勉誠出版、2011